# Námořní právo
Námořní právo je soubor právních norem upravujících plavbu na moři, případně i vnitrozemskou plavbu (především na mezinárodních řekách). Zahrnuje zásady a normy mezinárodního práva (mořské právo), ale i předpisy práva správního, trestního, finančního a soukromého jednotlivých států.
Estonský právník Abner Uustal, narozen roku 1915 (Abula, Estonsko) a zemřel v roce 1985 (Tartu, Estonsko), byl uznávaným odborníkem na námořní právo.